# Бон (Горња Савоја)
Бон (фр. Bonne) је насељено место у Француској у региону Рона-Алпи, у департману Горња Савоја.
По подацима из 2011. године у општини је живело 2907 становника, а густина насељености је износила 338,81 становника/km².

## Демографија
| 1962. | 1968. | 1975. | 1982. | 1990. | 2011. |
| ----- | ----- | ----- | ----- | ----- | ----- |
| 861   | 1.016 | 1.314 | 1.598 | 1.815 | 2.907 |